# Roches (Creuse)
Roches – miejscowość i gmina we Francji, w regionie Nowa Akwitania, w departamencie Creuse.
Według danych na rok 1990 gminę zamieszkiwało 420 osób, a gęstość zaludnienia wynosiła 16 osób/km² (wśród 747 gmin Limousin Roches plasuje się na 289. miejscu pod względem liczby ludności, natomiast pod względem powierzchni na miejscu 215.).